# Cosma Orsini
Cosma Orsini, chiamato anche Cosimo (Roma, 1420 – Bracciano, 21 novembre 1481), è stato un cardinale e arcivescovo cattolico italiano.

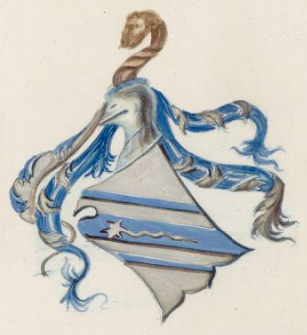
Stemma della famiglia Migliorati di Sulmona.

Era figlio di Gentile Migliorati dei signori di Fermo e di Elena Orsini, sorella del cardinale Latino Orsini.

## Biografia
Appartenente alla nobile famiglia marchigiana dei Migliorati e, per parte materna, discendente da uno dei più prestigiosi casati di Roma, gli Orsini, che avevano dato (e daranno) papi  e cardinali alla Chiesa cattolica, scelse il cognome della madre, anche se quello paterno rappresentava pur sempre una famiglia di alto lignaggio. Entrò nell'ordine benedettino. Divenne Abate nullius di Farfa nel 1477.
Il 1º aprile 1478 divenne arcivescovo di Trani.
Nel concistoro del 15 maggio 1480 papa Sisto IV lo nominò cardinale assegnandogli il titolo di San Sisto, che lasciò un mese dopo optando per il titolo dei Santi Nereo e Achilleo.
Alla morte la sua salma venne inumata in una tomba monumentale nell'abbazia di Farfa.

## Ascendenza
|                                      |                                        |                                          | Genitori                                                    |  |  | Nonni |  |  | Bisnonni           |  |  | Trisnonni        |  |
|                                      |                                        |                                          |                                                             |  |  |       |  |  | Gentile Migliorati |  |  | Adamo Migliorati |  |
|                                      |                                        |                                          |                                                             |  |  |       |  |  | Gentile Migliorati |  |  | Adamo Migliorati |  |
|                                      |                                        | …                                        |                                                             |  |  |       |  |  | Gentile Migliorati |  |  |                  |  |
| Antonio Migliorati                   |                                        |                                          |                                                             |  |  |       |  |  | Gentile Migliorati |  |  |                  |  |
|                                      |                                        | Mascia Oderisi                           | …                                                           |  |  |       |  |  |                    |  |  |                  |  |
|                                      |                                        | Mascia Oderisi                           | …                                                           |  |  |       |  |  |                    |  |  |                  |  |
|                                      |                                        | Mascia Oderisi                           | …                                                           |  |  |       |  |  |                    |  |  |                  |  |
| Gentile Migliorati, signore di Fermo |                                        | Mascia Oderisi                           |                                                             |  |  |       |  |  |                    |  |  |                  |  |
|                                      |                                        | …                                        | …                                                           |  |  |       |  |  |                    |  |  |                  |  |
|                                      |                                        | …                                        | …                                                           |  |  |       |  |  |                    |  |  |                  |  |
|                                      |                                        | …                                        | …                                                           |  |  |       |  |  |                    |  |  |                  |  |
| Antonella                            |                                        | …                                        |                                                             |  |  |       |  |  |                    |  |  |                  |  |
|                                      |                                        | …                                        | …                                                           |  |  |       |  |  |                    |  |  |                  |  |
|                                      |                                        | …                                        | …                                                           |  |  |       |  |  |                    |  |  |                  |  |
|                                      |                                        | …                                        | …                                                           |  |  |       |  |  |                    |  |  |                  |  |
| Cosma Orsini                         |                                        | …                                        |                                                             |  |  |       |  |  |                    |  |  |                  |  |
|                                      | Giovanni Orsini, V signore di Vicovaro | Francesco Orsini, IV signore di Vicovaro |                                                             |  |  |       |  |  |                    |  |  |                  |  |
|                                      | Giovanni Orsini, V signore di Vicovaro | Francesco Orsini, IV signore di Vicovaro |                                                             |  |  |       |  |  |                    |  |  |                  |  |
|                                      | Giovanni Orsini, V signore di Vicovaro | Giovanna Caracciolo                      |                                                             |  |  |       |  |  |                    |  |  |                  |  |
| Carlo Orsini, I signore di Bracciano | Giovanni Orsini, V signore di Vicovaro |                                          |                                                             |  |  |       |  |  |                    |  |  |                  |  |
|                                      |                                        | Bartolomea Spinelli                      | Nicola Spinelli, I conte di Gioia                           |  |  |       |  |  |                    |  |  |                  |  |
|                                      |                                        | Bartolomea Spinelli                      | Nicola Spinelli, I conte di Gioia                           |  |  |       |  |  |                    |  |  |                  |  |
|                                      |                                        | Bartolomea Spinelli                      | Simona della Marra                                          |  |  |       |  |  |                    |  |  |                  |  |
| Elena Orsini                         |                                        | Bartolomea Spinelli                      |                                                             |  |  |       |  |  |                    |  |  |                  |  |
|                                      |                                        | Giacomo Orsini, V conte di Tagliacozzo   | Giovanni Orsini di Tagliacozzo                              |  |  |       |  |  |                    |  |  |                  |  |
|                                      |                                        | Giacomo Orsini, V conte di Tagliacozzo   | Giovanni Orsini di Tagliacozzo                              |  |  |       |  |  |                    |  |  |                  |  |
|                                      |                                        | Giacomo Orsini, V conte di Tagliacozzo   | Nicoletta Orsini di Pitigliano                              |  |  |       |  |  |                    |  |  |                  |  |
| Paola Gironima Orsini di Tagliacozzo |                                        | Giacomo Orsini, V conte di Tagliacozzo   |                                                             |  |  |       |  |  |                    |  |  |                  |  |
|                                      |                                        | Isabella da Marzano                      | Giacomo da Marzano, I duca di Sessa e IV conte di Squillace |  |  |       |  |  |                    |  |  |                  |  |
|                                      |                                        | Isabella da Marzano                      | Giacomo da Marzano, I duca di Sessa e IV conte di Squillace |  |  |       |  |  |                    |  |  |                  |  |
|                                      |                                        | Isabella da Marzano                      | Caterina Sanseverino                                        |  |  |       |  |  |                    |  |  |                  |  |
|                                      |                                        | Isabella da Marzano                      |                                                             |  |  |       |  |  |                    |  |  |                  |  |